# Hall XXL
Hall XXL er en multiarena i Nantes, Frankrig med plads til 10.750 tilskuere.
Arenaen er hjemmebane, for byens franske tophold HBC Nantes og skal i 2018 bruges ved EM i håndbold 2018 for kvinder.